# 闘牛 (韓国)
本項目では、韓国における闘牛（朝: 소싸움）について述べる。

## 伝統民俗競技としての闘牛
闘牛は朝鮮半島の伝統的な競技で、各村ごとに牛を1匹ずつ選抜し、その村を代表する牛同士を闘わせるものである。伝統的に優勝した牛を出した村は「兄様の村（형님 마을）」と呼ばれ、尊敬を集めた。半島南部の慶尚道で盛んに行われており、他にも江原道、黄海道、京畿道などでも主に秋夕に行われていた。
山口豊正の『朝鮮之研究』には「晋州馬山地方に於ける闘牛」への言及がある。東亜日報社は、1926年9月26日～28日に馬山で慶南闘牛大会を開催した。京城日報社と毎日申報社により編纂された『朝鮮年鑑』の昭和11年版と昭和12年版には「毎年陰暦4月8日、7月15日、8月15日、9月17日には南江岸で闘牛を行い盛観を呈する」と書かれていたが、昭和15年版と昭和16年版には「陰暦4月8日、7月15日、9月17日に闘牛の行事がある」と書かれていた。一方、清道公営事業公社のホームページには「多くの農民が闘牛の開催を通じて農業の疲れを癒やしていたが、闘牛に集まった群衆が抗日運動を起こす恐れがあるとの理由で日本当局により弾圧され、三・一運動を機に禁止され、独立後再開されたが、当時の記憶を呼び起こす一部の人々により行われるに留まった。本格的に再興したのはセマウル運動を機にした1970年代半ばで、1990年には嶺南闘牛大会として大規模化した。現在ではセマウル運動の発祥地である清道を中心として闘牛大会が体系化され、全国規模の闘牛大会が開催されるに至った」と記されている。
出場する牛は体重別に甲種、乙種、丙種に分けられる。試合は砂を敷き詰められ円形に張られた縄の中で行われる。試合が開始され、闘わないまま闘牛場内を1/4周以上逃げたり、相手の攻撃に対応せず3回以上退いたりしたら負けとなる。制限時間は特になく、一方が敗れるまで審判の判断により継続される。

## 公営競技としての闘牛
公営競技としての闘牛は、伝統闘牛競技に関する法律に基づき、2011年9月3日より始まった。同法に基づき牛券（ぎゅうけん）朝: 우권の発売を伴う闘牛が開催されている。現在は慶尚北道清道郡のみで開催されている。
開催は原則として毎週土日曜に行われ、1月前後は休催される。ただし、2014年は2月15日に開始予定だったが受託事業者である韓国牛事会との間での開催条件交渉が決裂し無期限延期となり、交渉が妥結した後12月13日から開催されたがこの年は6日間の開催に留まった。また2015年は1月31日開始予定が口蹄疫と鳥インフルエンザの影響により3月28日まで開催が延期された。
公営競技として闘牛を開催する特徴として、韓国の若者の間で異種格闘技が流行し暴力的な世相を反映して好戦的な競技が好まれるであろうこと、競馬・競輪・競艇が人間主体の競走で勝敗の操作性があるのに対して闘牛は動物主体であるので相対的に操作性が低いこと、競馬・競輪・競艇が最低5人以上の競走であるのに対して闘牛は一対一であるので観戦や予想が単純で容易であること、ポイント制を採用している他の格闘技に比べて勝敗が目に見えて明らかで判定に対する不平が起こらないであろうことが挙げられている。

### ルール
闘牛に出場する牛は体重別に甲種（800kg以上）、乙種(701-800kg）、丙種（700kg以下）に分けられ、さらに特選、優秀、選抜の等級に区分される。
競技実施前に下見場で展示された後、調教師に連れられて競技場に入場する。牛の肩には識別のため赤（홍）と青（청）の印がつけられている。
主審の指示で競技開始され、牛が有効な攻撃範囲から離れる場合は調教師はけしかけて闘いを促す。
勝負判定は5人の審判の内3人以上が3秒以内に勝敗を判定したときに勝負が決する。この時、3人目の審判が判定を下した時間が勝負時間となる。30分経過して勝負がつかなかった場合は引き分け（무승부）となる。

### 法的位置づけ
韓国では動物保護法により動物虐待が禁じられており、この中で「賭博・広告・娯楽・遊興などの目的で動物に傷害を負わせる行為」の禁止が規定されているが、但し書きで「民俗競技など農林畜産食品部令で定める場合」は除外されている。この部令で「『伝統闘牛競技に関する法律』に基づく闘牛として農林畜産食品部長官が定めて告示すること」として規定されている。
また、射幸産業の規制と罰則を定めた射幸行為等の規制及び処罰特例法の適用除外としている。

#### 開催自治体
告示により以下の自治体に闘牛の実施が認められている。現在、常設の闘牛場を設置し牛券の発売を伴う闘牛を開催しているのは清道郡のみだが、今後以下の自治体でも開始される可能性があり、またこのほかの自治体でも新たに告示され開催可能となる場合がある。
大邱広域市達城郡
忠清北道報恩郡
全羅北道井邑市、完州郡
慶尚北道清道郡
慶尚南道昌原市、晋州市、金海市、宜寧郡、咸安郡、昌寧郡

### 牛券
牛券は伝統闘牛競技に関する法律に基づき次の種類が発売される。
単勝式（단승식）赤、青のいずれの牛の勝利か、引き分けを当てる。3通り。
時間的中単勝式（時単勝式、시단승식）5分区切りのラウンド（開始から5分以内=1R、5分を超え10分以内=2R･･･25分を超え30分以内=6R）で赤、青のいずれの牛の勝利か、引き分けを当てる。13通り。
複数競技勝式（複勝式、복승식）2試合続けて単勝式を当てる。3×3=9通り。
時間的中複数競技勝式（時複勝式、시복승식）2試合続けて時単勝式を当てる。13×13=169通り。
このほか、闘牛施行者が農林畜産食品部長官の承認を得て定める方法による「特別投票的中式」の発売が規定されているが、これまで実施されていない。
牛券の発売単位は100ウォン。控除率は28%で、内訳はレジャー税10%、教育税4%、農漁村特別税2%、発売収得金12%である。倍率は総売上から控除率分を控除し、残りを的中票数で除した値（小数点第2位四捨五入、1倍に満たない場合は1倍）。払戻金は的中した牛券の金額に倍率（特払いの場合は0.72倍）を乗じた金額となり、10ウォン未満は四捨五入される。倍率が100倍を超える場合、所得税と住民税が源泉徴収される。

### 闘牛場
現在、公営競技としての闘牛が実施されている闘牛場は、慶尚北道清道郡の清道闘牛場のみである。

### 現状
誕生して間もない公営競技であることもあり、現在は発売規模は大きくない。投票券の発売所は、競馬34ヶ所（本場3ヶ所・場外31ヶ所）、競輪23ヶ所（本場3ヶ所・場外20ヶ所）、競艇18ヶ所（本場1ヶ所・場外17ヶ所）に比べて、闘牛は清道の闘牛場本場1ヶ所のみで、しかも地方の町のさらに郊外に位置しているためアクセスに劣り、売り上げに苦戦している。
これは売上金額にも現れており、射幸産業統合監督委員会がまとめた2014年の公営競技の売上統計によると、競馬7兆6464億ウォン、競輪2兆2019億ウォン、競艇6808億ウォンであるのに比べ、闘牛は10億ウォンに留まっている。また来場者一人あたりの購入額は、競馬50万ウォン、競輪41万ウォン、競艇29万ウォンに対して、闘牛は2万9000ウォンと競艇の10分の1に留まっている。